# 21 híd
A 21 híd (eredeti cím: 21 Bridges) 2019-ben bemutatott amerikai bűnügyi filmdráma Brian Kirk rendezésében. A főbb szerepben Chadwick Boseman, Stephan James, Taylor Kitsch, Sienna Miller, Keith David és J. K. Simmons látható.
2019. november 22-én mutatta be az STXfilms. Általánosságban vegyes véleményeket kapott a kritikusoktól. 33 milliós költégvetés mellett világszerte több mint 49 millió dolláros bevételt hozott.

## Cselekmény
Két elszánt fegyveres bizalmas információ alapján éjszaka behatol egy borkereskedésbe, ahol nagy mennyiségű kábítószert tárol egy konkurens bűnözői csoport. A rablók ezt akarják elvinni, azonban a várt 30 kiló helyett legalább 300 kiló kábítószer van a helyszínen, amire nincsenek felkészülve, el sem tudnának vinni ekkora mennyiséget. Amíg tanakodnak, hogy mitévők legyenek, éjszakai rendőrjárőrök érkeznek a bolthoz, és lövöldözés tör ki. A rendőröket lelövik a rablók, majd magukkal viszik az eredetileg tervezett mennyiséget. A lopott kocsit egy sikátorban felgyújtják, és egy kábítószer terjesztőhöz viszik az „árut”, aminek a szabadpiaci értéke legalább 5 millió dollár, azonban gyors alku után körülbelül félmillióval kénytelenek beérni.
Közben a New York-i rendőrség egyik nagy tapasztalatú, feddhetetlen nyomozója akcióba lendül, és hajnali 5-ig lezáratja Manhattan szigetét, azaz 21 hidat és az alagutakat, a metró pedig csak a terület határáig közlekedik.
A fegyveresek letétbe helyezik a kapott pénzt egy orgazdánál, azonban annak lakásánál váratlanul rendőrök jelennek meg és lövöldözni kezdenek, az orgazda végzetes lövést kap, de előtte még sikerül közölnie a rablókkal, hogy hol kapják meg a hamis útlevelüket.
A hajtóvadászat egyre szűkülő körben folyik, az egyik rabló tűzharcban meghal. A másik, okosabb rabló magánál tartja az orgazdánál megszerzett pendrive-ot, amin feltehetően értékes információk vannak.
A lelkiismeretes detektív egy metrószerelvényen utoléri a rablót, aki elmondja neki a rablásuk gyanús körülményeit: például a rendőrök megjelenését a boltnál, ami nem a szokásos, felületes ellenőrzés volt, hanem mint akiknek valami intéznivalójuk van.
A detektív alkalmi társa, egy nyomozónő lelövi a rablót, miután az leengedte a fegyverét. A rabló a halála előtt átadja a pendrive-ot a másik nyomozónak, aki nem akarta megölni.
A pendrive átutalások összegeit tartalmazza, rendőrök azonosító számai szerint.
A detektív felkeresi a 85-ös körzet rendőrfőnökét annak házában, aki szintén benne volt azok körében, akik rendszeresen pénzt kaptak a kábítószer terjesztéséből. Beszélgetni kezdenek, közben két beosztott rendőr érkezik a házához, és lövöldözés tör ki. A nyomozónő is megjelenik, de a detektívnek sikerül  lebeszélnie róla, hogy őt lelője.

## Szereplők
| Szerep                        | Színész                         | Magyar hang         |
| ----------------------------- | ------------------------------- | ------------------- |
| Andre Davis                   | Chadwick Boseman                | Debreczeny Csaba    |
| Andre Davis                   | Christian Isaiah (fiatalon)     |                     |
| Frankie Burns                 | Sienna Miller                   | Roatis Andrea       |
| McKenna százados              | J. K. Simmons                   | Barbinek Péter      |
| Michael Trujillo              | Stephan James                   | Baráth István       |
| Ray Jackson                   | Taylor Kitsch                   | Zöld Csaba          |
| Spencer helyettes rendőrfőnök | Keith David                     | Petridisz Hrisztosz |
| Adi                           | Alexander Siddig                | Vári Attila         |
| Bush                          | Louis Cancelmi                  | Seder Gábor         |
| Yolanda Bell                  | Victoria Cartagena              | Kiss Virág Magdolna |
| Hawk Tyler                    | Gary Carr                       | Hám Bertalan        |
| Mott polgármester-helyettes   | Morocco Omari                   | Hegedüs Miklós      |
| Tom Cheaver                   | Dale Pavinski                   |                     |
| Vonetta Davis                 | Adriane Lenox                   | Málnai Zsuzsa       |
| Vonetta Davis                 | Sarah Ellen Stephens (fiatalon) | Andrádi Zsanett     |
| Leigh                         | Jamie Neumann                   |                     |
| Butchco őrmester              | Obi Abili                       | Czető Roland        |
| Dugan őrmester                | Andy Truschinski                |                     |
| Kelly hadnagy                 | Darren Lipari                   |                     |

Magyar nyelvű változat
- Magyar szöveg: Szojka László
- Hangmérnök és vágó: Kassai Zoltán
- Gyártásvezető: Gémesi Krisztina
- Szinkronrendező: Kéthely-Nagy Luca
- Produkciós vezető: Jávor Barbara

A szinkron a Direct Dub Studios műtermeiben készült.